# La Baume (Haute-Savoie)
La Baume is een gemeente in het Franse departement Haute-Savoie (regio Auvergne-Rhône-Alpes) en telt 278 inwoners (2013). De plaats maakt deel uit van het arrondissement Thonon-les-Bains.

## Geografie
De oppervlakte van La Baume bedraagt 17,4 km², de bevolkingsdichtheid is 16 inwoners per km².
De onderstaande kaart toont de ligging van La Baume (Haute-Savoie) met de belangrijkste infrastructuur en aangrenzende gemeenten.

## Demografie
Onderstaande figuur toont het verloop van het inwonertal (bron: INSEE-tellingen).